# Parafia Nawiedzenia Najświętszej Maryi Panny w Obiechowie
Parafia Nawiedzenia Najświętszej Maryi Panny w Obiechowie – parafia rzymskokatolicka, znajdująca się w diecezji kieleckiej, w dekanacie sędziszowskim.